# Гол! (фільм)
«Гол!» (англ. Goal!) - Фільм у жанрі спортивної драми режисера Денні Кеннона, знятий в 2005 році. Перший фільм з трилогії «Гол!».

## Зміст
Головний герой фільму Сантьяго Муньес живе і працює в Лос -Анджелесе. Більше всього на світі він любить грати в футбол. Одного разу його гру зауважує колишній футболіст Глен Фой, який відвідував дочку, яка живе в Америці. Їдучи назад додому, Глен обіцяє Сантьяго, що якщо той буде в Англії, то його обов'язково подивиться головний тренер команди «Ньюкасл Юнайтед». Сантьяго починає збирати гроші на поїздку щоб здійснити свою мрію - грати в професійний футбол. Але його батько, вважаючи, що не варто «літати в хмарах», забирає його заощадження і купує машину, щоб вони могли працювати на своєму транспорті, а не взятому в оренду. Але бабуся виручає Сантьяго, і він все ж прилітає до Англії.

## Ролі
| Актор             | Роль            |
| ----------------- | --------------- |
| Куно Беккер       | Сантьяго Муньес |
| Стівен Діллейн    | Глен Фой        |
| Алессандро Нівола | Гевін Харріс    |
| Анна Фріл         | Роз Хармісон    |
| Марчел Юреш       | Ерік Дорнхельм  |
| Міріам Колон      | бабуся          |
| Тоні Плану        | батько          |
| Зінедін Зідан     | Камео           |
| Девід Бекхем      | Камео           |
| Алан Ширер        | Камео           |
| Рауль Гонсалес    | Камео           |
| Брайан Джонсон    | Камео           |
| Гері Льюїс        | Камео           |

## Знімальна група
- Режисер — Денні Кеннон
- Сценарист — Адріан Бучарт, Дік Клемент, Йен Ла Френас
- Продюсер — Метт Баррелл, Марк Хаффам, Майк Джеффріс
- Композитор — Грем Ревелл